# Estado Federado Turco de Chipre
Estado Federado Turco de Chipre (em turco:  Kıbrıs Türk Federe Devleti) foi um Estado na região de Chipre do Norte declarado em 1975 e existente até 1983, que não foi reconhecido pela comunidade internacional. Foi sucedido pela República Turca de Chipre do Norte, que também foi reconhecida unicamente pela República da Turquia.
O Estado foi fundado pelos cipriotas turcos após a ofensiva militar turca, porém a minoria turco-cipriota não o considerava um Estado soberano e independente, mas como parte de um Estado cipriota confederado. Em 15 de novembro de 1983 proclamou unilateralmente a independência sob o nome de República Turca de Chipre do Norte.